# Listă de comune din raionul Ștefan Vodă
Această listă conține comunele din raionul Ștefan Vodă, Republica Moldova, cu satele din componența lor. Celulele gri indică localitățile consemnate ca „sat (comună)” în Legea privind organizarea administrativ-teritorială a Republicii Moldova.
| Comuna    | Satul de reședință | Sate componente |
| --------- | ------------------ | --------------- |
| Alava     | Alava              | Alava           |
| Alava     | Alava              | Lazo            |
| —         | —                  | Antonești       |
| —         | —                  | Brezoaia        |
| —         | —                  | Carahasani      |
| —         | —                  | Căplani         |
| —         | —                  | Cioburciu       |
| —         | —                  | Copceac         |
| —         | —                  | Crocmaz         |
| —         | —                  | Ermoclia        |
| —         | —                  | Feștelița       |
| —         | —                  | Marianca de Jos |
| —         | —                  | Olănești        |
| —         | —                  | Palanca         |
| —         | —                  | Popeasca        |
| Purcari   | Purcari            | Purcari         |
| Purcari   | Purcari            | Viișoara        |
| Răscăieți | Răscăieți          | Răscăieți       |
| Răscăieți | Răscăieți          | Răscăieții Noi  |
| —         | —                  | Semionovca      |
| —         | —                  | Slobozia        |
| —         | —                  | Ștefănești      |
| —         | —                  | Talmaza         |
| —         | —                  | Tudora          |
| —         | —                  | Volintiri       |